# 杨荫凯
杨荫凯（1970年4月—），男，满族，辽宁锦州人，中华人民共和国政治人物。现任中共浙江省委常委、组织部部长。曾任国家发展和改革委员会副主任，中央财办副主任。

## 生平

### 学业
1990年至1994年，在辽宁师范大学地理系学习。1993年12月，因成绩优异而保送同校硕士研究生。1997年至2000年，在中国科学院地理科学与资源研究所人文地理学专业攻读博士研究生。

### 发改委与财办
2000年，考取国家发展计划委员会地区经济司的公开招录岗位，成为公务员。2003年国务院机构改革后，历任国家发展改革委员会地区经济司综合处主任科员、助理调研员、副调研员、副处长、处长，扶贫开发处处长，东北等老工业基地振兴司副司长，办公厅副主任等职。
2017年10月，任国家发展改革委员会办公厅主任。2018年7月，兼任人事司司长。2022年4月，任国家发展改革委员会副秘书长。2022年12月28日，任国家发展和改革委员会副主任。2023年9月，以中央财办副主任职务出席活动。

### 浙江
2025年4月25日，调任中共浙江省委常委、组织部部长。